# Зинштейн, Арон Иосифович
Арон Иосифович Зинштейн (род. 13 октября 1947, Нижний Тагил, Свердловская область) — советский и российский художник, живописец, график.

## Биография
Арон Зинштейн родился 13 октября 1947 года в городе Нижний Тагил Свердловской области.
В детстве занимался рисованием в местном Дворце Культуры.
В 1968 году окончил Уральское училище прикладного искусства в Нижнем Тагиле.
В 1972—1977 годах учился на факультете «Интерьер и оборудование» Ленинградского высшего художественно-промышленного училища им. В. И. Мухиной (ныне СПГХПА им. А. Л. Штиглица). После окончания работал в «ГлавЛенинградСтрое», занимался монументально-прикладным искусством, в это время начал свои первые опыты в живописи. Художник уже тогда делает зарисовки, на основе которых позднее будут созданы многие из его работ. В 1983 году получил свою первую мастерскую, именно тогда стал экспериментировать с жидкой краской — с гуашью, начал писать в свойственной ему манере, благодаря которой его называют «русским Матиссом».
С 1988 — член Союза художников СССР.
С 1994 — член Санкт-Петербургской Академии современного искусства.
Как график оформлял печатные издания — сочинения Шекспира, Достоевского и Булата Окуджавы.
Зинштейн работает в ярко выраженной экспрессивной манере. В его произведениях всегда ощущается движение, радость, эмоция. Художник почти не пишет с натуры.

## Выставки

### Персональные выставки
- 2012 — «Живопись и графика Арона Зинштейна» 15 ноября — 9 декабря — Екатеринбургская галерея современного искусства
- 2009 -«Жизнь как она есть…» 18 июня — 20 июля — Нижнетагильский государственный музей изобразительных искусств, г. Нижний Тагил
- 2009 — «Жизнь как она есть». 8 — 26 апреля. Государственный Эрмитаж, Санкт-Петербург
- 2009 — DEW21 Kundenhalle, Дортмунд, Германия
- 2008 — Галерея «Арт-объект». Санкт-Петербург
- 2008 — Галерея «King’s». Москва
- 2008 — Chateau La Condamine, Гренобль, Франция
- 2007 — Государственный Музей искусств Республики Казахстан им. А. Кастеева, Алматы, Казахстан
- 2007 — «Летний пленер», БИКЦИМ ЦГПБ им. В. В. Маяковского, Санкт-Петербург
- 2007 — Галерея «Матисс-клуб», Санкт-Петербург
- 2007 — «Mitten Im Lebensfluss» — Galerie Am Roten Hof, Вена, Австрия
- 2006 — Галерея «Lincoln», Чикаго, США
- 2006 — «Санкт-Петербург Арона Зинштейна», Приморская картинная галерея. Владивосток
- 2005 — Музей Нонконформистского искусства «Пушкинская, 10», Санкт-Петербург
- 2005 — «Семейный портрет и другие», Еврейский общинный центр Санкт-Петербурга
- 2004 — «Morestel», Франция
- 2004 — Галерея «Матисс-клуб», Санкт-Петербург
- 2004 — Галерея «Гильдия мастеров», Санкт-Петербург
- 2004 — Европейский университет культуры, Санкт-Петербург
- 2003 — «Aron Zinshtein — Ein Russischer Maler der Gegentwart», Дортмунд, Германия
- 2003 — Vue sur la vie quotidienne, Париж, Франция
- 2003 — «Санкт-Петербург Арона Зинштейна», Сургутская картинная галерея, Сургут
- 2003 — «Санкт-Петербург Арона Зинштейна», Новосибирская картинная галерея, Новосибирск
- 2002 — Галерея «Гильдия мастеров», Санкт-Петербург
- 2002 — «Morestel», совместно с Евой Рушкой, Франция
- 2001 — Галерея «Северная столица», Санкт-Петербург
- 2001 — Галерея «На Обводном». Санкт-Петербург
- 2001 — «Центр Иудаики», Зубовский дворец. Санкт-Петербург
- 2001 — «Петербург-2001», ЦВЗ «Манеж», Санкт-Петербург
- 2000 — Музей А. Ахматовой, Санкт-Петербург
- 2000 — Chateau des Blondes, Sassenage, Франция
- 2000 — Fort Saint Enyard, Франция
- 2000 — Villa des Arts, Voreppe, Франция
- 1999 — ЦВЗ «Манеж», Санкт-Петербург
- 1999 — Chateau La Condamine, Гренобль, Франция
- 1999 — Maison de la Treille, Франция
- 1998 — Галерея «Hermes», Solothurn, Швейцария.
- 1998 — Еврейский общинный центр Санкт-Петербурга
- 1997 — Галерея «Гильдия мастеров», Санкт-Петербург
- 1997 — Салон «27th Street», New York, США
- 1996 — Галерея «Z&M», Бремен, Германия
- 1996 — Редакция журнала «Аврора», Санкт-Петербург
- 1996 — Галерея «Aktuaryus» совместно с Catherin Mamet, Страсбург, Франция
- 1996 — Литературно-мемориальный музей Ф. М. Достоевского
- 1996 — Галерея «Hermes», Solothurn, Швейцария.
- 1995 — Выставочный зал Союза художников России, Санкт-Петербург
- 1995 — «Диалог Voreppe — Saint-Petersburg», Villa des Arts, Voreppe, Франция
- 1994 — Галерея «Серебряный век», Музей А. Ахматовой, Санкт-Петербург.
- 1994 — Sous Les Voules du Chateau des Blondes, Sassenage, Франция.
- 1993 — Государственный музей городской скульптуры, Санкт-Петербург
- 1993 — Киевский музей русского искусства, Киев
- 1993 — Chateau La Condamine, Гренобль, Франция
- 1989 — Редакция журнала «Аврора», Санкт-Петербург
- 1988 — «Графика», Книжная лавка писателей, Санкт-Петербург
- 1986 — Литературно мемориальный музей Ф. М. Достоевского, Санкт-Петербург
- 1982 — «15 гуашей», Выставочный зал Ленинградской организации Союза художников

### Групповые выставки
- 2024 — 100 лет без Ленина (30-летию СПб академии современного искусства Бессмертных). Новый музей. Санкт-Петербург[2].
- 2023 — «13». Академия бессмертных. — Артмуза. Санкт-Петербург[3].
- 2008 — IX Биеннале графики стран Балтийского моря «Калининград — Кенигсберг 2008»
- 2008 — Ежегодная выставка «Петербург 2008». «МанеЖ», ЦВЗ
- 2008 — «Это было летом», IFA, Санкт-Петербург
- 2007 — «Современное искусство Санкт-Петербурга», Московский Музей современного искусства.
- 2006 — «Семейный альбом», Jewish Communication Centrum, Нью-Йорк. США
- 2005 — «Портал искусства» выставка Союза Художников России, С-Петербург
- 2005 — Совместно с Catherin Mamet, Галерея «Warne», Франция
- 2003 — «Белое полотно», Музей городской скульптуры, Санкт-Петербург
- 2003 — Centre Culturel Montrigaud, совместно с Catherin Mamet, Франция
- 2002 — Петербург-02. Панорама современного искусства. ЦВЗ «Манеж», Санкт-Петербург.
- 2001 — «Заблудшие в сети», Генконсульство Германии, Санкт-Петербург
- 2001 — «Про любовь», Манеж, Санкт-Петербург
- 2000 — «Москва-Иерусалим», Российский Этнографический музей, Санкт-Петербург
- 1999 — С. П. А. С. И., Эрмитаж, Санкт-Петербург
- 1998 — Петербург-98, Панорама современного искусства, ЦВЗ «Манеж», Санкт-Петербург.
- 1998 — «Времена года в черном квадрате сцены», Эрмитажный театр, Санкт-Петербург
- 1997 — «19 художников из Санкт-Петербурга», Гамбург, Германия
- 1997 — Judische Galerie, Берлин, Германия
- 1996 — Петербург-96. Панорама современного искусства, ЦВЗ «Манеж», Санкт-Петербург
- 1995 — Chateau La Condamine, Гренобль, Франция
- 1994 — Музей Анны Ахматовой, Санкт-Петербург
- 1993 — «Диалоги». ЦВЗ «Манеж», Санкт-Петербург
- 1993 — Петербург-93, Панорама современного искусства, ЦВЗ «Манеж», Санкт-Петербург
- 1992 — Период перехода, Бристоль, Великобритания.
- 1991 — Махмадим, Современное еврейское искусство, Центр искусств им. С. П. Дягилева, Ленинград
- 1990 — Российско-Швейцарская выставка современного искусства, Иерусалим, Париж, Лондон, Цюрих, Антверпен, Нью-Йорк, Токио
- 1990 — «Бейт», Дворец культуры им. С. М. Кирова, Ленинград
- 1989 — «Ленинградский авангард». Дом Архитектора, Куйбышев
- 1988 — «Современное искусство Ленинграда», Центральный Выставочный зал, Ленинград
- 1987—1988 «Почерк», Выставка графики, Дворец молодежи, Ленинград
- 1982 — Всероссийская выставка книжной иллюстрации, Пермь, Москва, Ленинград

## Музейные коллекции
- Государственная Третьяковская галерея
- Государственный Русский музей
- Государственный музей истории города, Санкт-Петербург
- Музей современных искусств им.С.П.Дягилева СПбГУ, Санкт-Петербург
- Музей А. Ахматовой
- Музей искусства Санкт-Петербурга XX-XXI веков. ВЗ «Манеж», Санкт-Петербург
- Литературно-мемориальный музей Ф. М. Достоевского
- Эрарта, Санкт-Петербург, Россия
- Российская национальная библиотека
- Новосибирский государственный художественный музей
- Киевский музей русского искусства
- Дальневосточный художественный музей, Хабаровск
- Приморская государственная картинная галерея, Владивосток
- Екатеринбургская галерея современного искусства
- Самарский художественный музей
- Нижнетагильский музей изобразительных искусств
- Московский музей современного искусства
- Ирбитский государственный музей изобразительных искусств, Ирбит
- Государственный Музей искусств Республики Казахстан им. А. Кастеева
- Городской музей Бристоля
- Городской музей Гренобля
- Musikschule Brainin, Ганновер, Германия
- Библиотека книжной графики, Санкт-Петербург
- Частные собрания России, Казахстана, Германии, Израиля, США, Финляндии, Франции